# Ceradenia tristis
Ceradenia tristis là một loài dương xỉ trong họ Polypodiaceae. Loài này được A.R. Sm. mô tả khoa học đầu tiên năm 1993.